# Большой Краснопрудный тупик
Большо́й Краснопру́дный тупи́к — небольшая улица в центре Москвы в Красносельском районе от Верхней Красносельской улицы.

## Происхождение названия
В XV—XIX веках здесь располагалось Красное Село, при котором был Красный пруд, ранее называвшийся Великим. В начале XX века пруд был спущен, на его месте началась городская застройка, в ходе которой и возникли Большой и Малый Краснопрудные переулки. Ранее — часть проезда — 2-й Красносельский переулок. В 1938 году переулок был переименован в тупик.

## Описание
Большой Краснопрудный тупик начинается от Верхней Красносельской улицы как продолжение 2-го Красносельского переулка, проходит на юго-запад, справа на него выходит Малый Краснопрудный тупик. Заканчивается в городской застройке.

## Здания и сооружения
- дом 6/21 — полиграфическая компания «Р-Центр»;
- дом 8/12 — Всероссийское общество инвалидов (ВОИ): Красносельская районная организация.

## См.также
- Краснопрудная улица
- Малый Краснопрудный тупик